# Handré Pollard
Handré Pollard (Somerset West, 11 de marzo de 1994) es un jugador sudafricano de rugby que se desempeña como apertura o centro. Actualmente juega para los Bulls de la United Rugby Championship y para los Springboks.

## Trayectoria deportiva

### Clubes
Pollard debutó en el equipo Blue Bulls de la Currie Cup y en 2014 en el equipo Bulls del Super Rugby.
En 2015 firmó contrato con NTT Docomo Red Hurricanes de la liga japonesa.
En 2016 volvió a los Bulls.
En 2019 se va a Europa para jugar en Montpellier del Top 14 de Francia.
En diciembre de 2021, Leicester Tigers confirmó que habían fichado a Pollard procedente del Montpellier del Top 14 al final de la temporada 2021/22. Pollard se unió a Tigers tras la partida de George Ford a Sale Sharks. Pollard hizo su debut en Leicester como reemplazo el 1 de octubre de 2022 en una derrota por 51-18 ante Saracens.

### Internacional
Pollard formó parte de la selección de rugby de Sudáfrica que se proclamó campeón del Campeonato Mundial de Rugby Juvenil del año 2012.
Pollard fue convocado para jugar el 28 de junio de 2014 con los Springboks; en su debut contra Escocia en Port Elizabeth marcó 13 puntos.
Seleccionado para participar con Sudáfrica en la Copa Mundial de Rugby de 2015. Estuvo como suplente en el primer partido de la fase de grupos, la histórica derrota 32-35 frente a Japón. Salió a sustituir a Pat Lambie en el minuto 57, puntuando con una conversión y un golpe de castigo. Contra Samoa, contribuyó a la victoria sudafricana 6-46 con una conversión y cuatro golpes de castigo. En el siguiente partido, contra Escocia estuvo "casi infalible" en sus patadas a palos, logrando 19 puntos, no sólo con conversiones (2) y golpes de castigo (4), sino también con un drop incluido y sólo falló la transformación del tercer ensayo, el de Bryan Habana. En el último partido de la fase de grupos, Pollard logró puntos en la victoria de su equipo sobre Estados Unidos 64-0 con cuatro conversiones. En el partido de cuartos de final, en el que Sudáfrica venció a Gales 23-19, Handre Pollard puntuó gracias a cinco golpes de castigo. En la semifinal Nueva Zelanda-Sudáfrica, ganada por el primero de los dos equipos 20-18, Handré Pollard obtuvo puntos gracias a cinco golpes de castigo, salió lesionado en el minuto 64 y entró por él Patrick Jonathan Lambie. En el partido por el tercer puesto, ganado por Sudáfrica 24-13 a Argentina, Pollard volvió a conseguir puntos con la conversión del primero de los dos ensayos de su equipo y 4 golpes de castigo. Además acabó segundo en la lista de anotadores del torneo, con 93 puntos, solo por detrás de Nicolás Sánchez.
Formó parte de los Springboks en la Copa Mundial de Rugby de 2019 en Japón consagrándose campeón y siendo el máximo anotador del torneo.
Fue seleccionado por Rassie Erasmus para formar parte de los Springboks en la Copa Mundial de Rugby de 2019 en Japón donde desplegaron un brillante juego en el que ganaron todos los partidos de la primera fase excepto el partido contra los All Blacks en la primera jornada de la primera fase. 
En la última jornada les tocaba descansar por lo tanto sufrieron la cancelación de partidos que se dio por la llegada a Japón del Tifón Hagibis.
En cuartos de final se enfrentaron a Japón, partido con cierto morbo ya que en el mundial anterior, Japón logró vencer a Sudáfrica en una larguísima última jugada. Sin embargo, en esta ocasión Sudáfrica hizo bueno su papel de favorito derrotando a Japón por 26-3
En semifinales jugaron ante Gales en un ajustado partido, donde vencieron los africanos por el marcador de 19-16.
En la final vencieron a una Inglaterra, que llegó algo desfondada tras el partido de semifinales ante los All Blacks por el resultado final de 32-12, proclamándose campeones mundiales. Además, Pollard fue una pieza clave en la visagra springbok ya que jugó seis partidos en el campeonato, cinco de ellos completos y terminó por convertirse en el máximo anotador del torneo con 69 puntos, Distribuidos en 16 penaltis, 9 conversiones y un drop.

#### Participaciones en Copas del Mundo
| Mundial                       | Sede       | Resultado     | PJ | Tries |
| ----------------------------- | ---------- | ------------- | -- | ----- |
| Copa Mundial de Rugby de 2015 | Inglaterra | Tercer puesto | 7  | 0     |
| Copa Mundial de Rugby de 2019 | Japón      | Campeón       | 6  | 0     |
| Copa Mundial de Rugby de 2023 | Francia    | Campeón       | 4  | 0     |

## Palmarés y distinciones notables
- Campeonato Mundial de Rugby Juvenil de 2012
- Rugby Championship 2019[14]
- Copa Mundial de Rugby de 2019[15]
- Seleccionado para jugar con los Barbarians
- Copa Mundial de Rugby de 2023